# Vennbahn

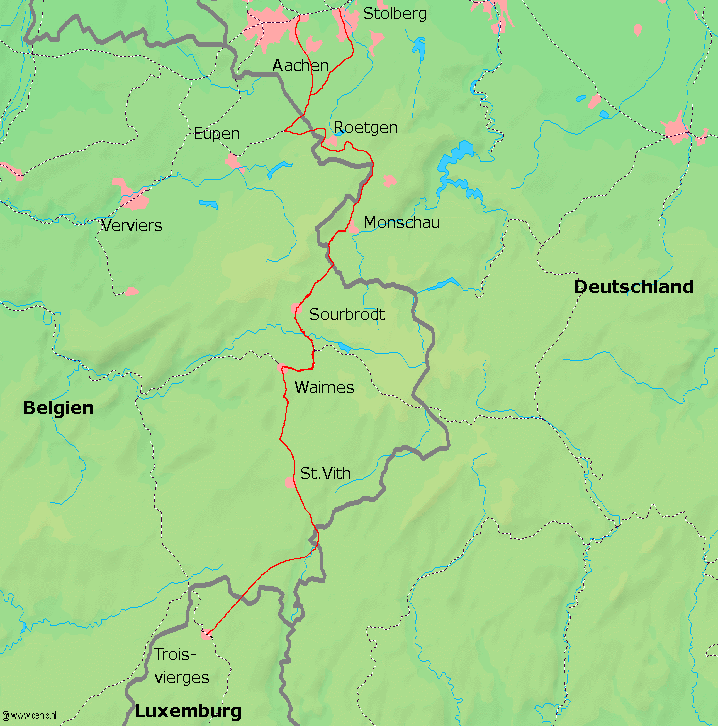
Mapa Vennbahn

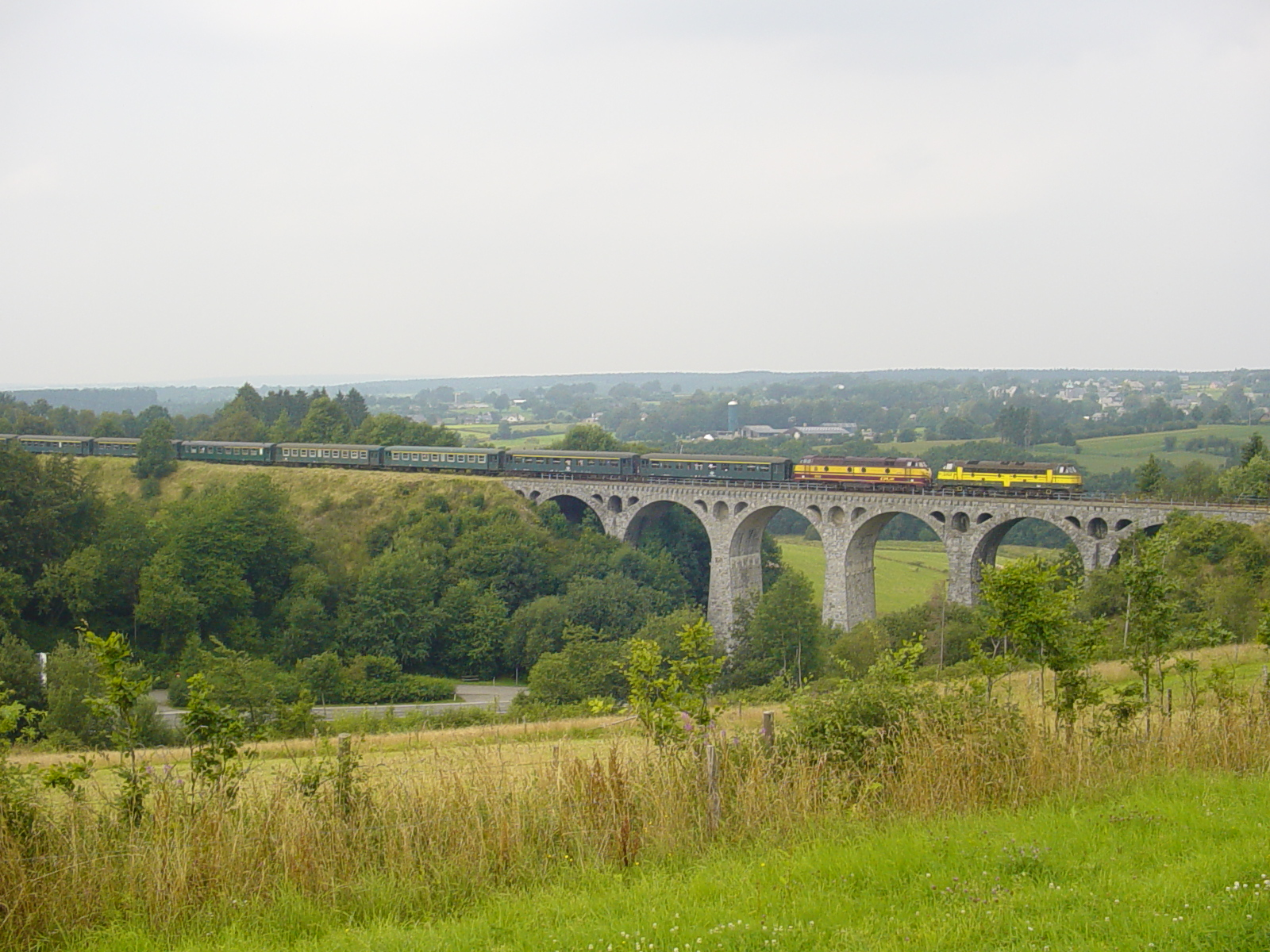
Viadukt u města Bütgenbach v belgickém Valonsku

Vennbahn je název soustavy železničních tratí a zároveň skupiny pěti německých exkláv vytvořených belgickou železniční tratí, která prochází územím Německa mezi městy Rötgen a Monschau, jižně od Cách. Železniční trať je spolu s přilehlým územím vlastnictvím Belgie, což způsobilo vznik pěti navzájem oddělených exkláv, které jsou izolovány od zbytku Německa. Jedná se tyto exklávy: Munsterbildchen, Rötgener Wald (vytváří jižní část katastrálního území města Rötgen), Rückschlag, Mützenich, Ruitzhof. Administrativně náleží spolkové zemi Severní Porýní-Vestfálsko.

## Vznik a počátky trati
Hlavní a dvě vedlejší trati vznikly na základě německé vyhlášky z 15. května 1882. Šlo o hlavní trať z Cách (stanice Röthe Erde) přes Walheim, Raeren a Monschau do St. Vith a Prümu, vedlejší trať z Raerenu do Eupenu a další vedlejší trať z Walheimu do Stolbergu. Pro soustavu těchto tratí se vžil název Vennbahn, protože některé úseky tratí procházejí oblastí mokřadů (něm. „venn“ = mokřad) Hohes Venn, které jsou v současnosti přírodní rezervací Deutsch-Belgischer Naturpark. První úsek trati z Cách do Monschau (48 km) byl otevřen 30. července 1885. 3. srpna 1887 byla dokončena trať z Raerenu do Eupenu i do Herbesthalu. Zájmy místních majitelů průmyslových závodů urychlily vybudování další trati do Walheimu (13 km), která byla otevřena 21. prosince 1889. Rostoucí frekvence dopravy na začátku 20. století si vyžádala zdvojkolejnění tratí. V průběhu první světové války byly tratě Vennbahn intenzivně využívány německou armádou z důvodu zamýšlené invaze do Francie.

## Stav po 1. světové válce
Porážka Německa v roce 1918 a následně podpis Versailleské smlouvy způsobily změnu hranic v celé oblasti. Mezinárodní hranice se posunuly na východ a bývalá německá teritoria, včetně okresů Eupen a Malmédy, připadla Belgii. V období od 23. ledna 1920 do 4. ledna 1923 se speciálně ustanovená komise snažila vyřešit hraniční spor mezi Německem a Belgií v této oblasti. 1. listopadu 1921 byla k belgickému území připojena sekce tratě Raeren – Kalterherberg a 6. listopadu 1922 byla železnice inkorporována společně s pozemky, po kterých vedla, a také s příslušnými drážními budovami. Tato trať překračuje území okresů Cáchy a Monschau, tím vzniklo pět zmíněných exkláv, které i nadále zůstaly územní součástí Německa.
Protože belgická železniční trať obsluhovala obyvatele Německa, bylo potřeba přijmout mnohá speciální opatření, aby se na jedné straně zabezpečila práva Belgie jako suverénního státu a práva německého obyvatelstva na druhé straně. Zjednodušila se daňová politika, Belgičané pracující na železnici, případně žijící na jejích pozemcích, nepodléhali německému daňovému systému a nepodstupovali celní formality při překračovaní území. Podobně i cestující, kteří cestovali do destinací v Německu získali všechny výhody přepravních a tarifních podmínek státu. Vlakové soupravy vypravovaly Belgické železnice (SNCB), pasová kontrola probíhala v obou hraničních stanicích. Nákladní vlaky měly na tomto úseku zakázáno zastavit. V roce 1925 byla vybudována trať z Eupenu, čímž se zrušila celní kontrola při cestování z Belgie.

## 2. světová válka
S nástupem nacismu v 30. letech 20. století začala doprava na Vennbahn upadat, což mělo za následek opětovné zjednokolejnění vedlejších tratí. 18. května 1940 byla východní část Belgie znovu připojena k Německu a 2. července 1940 byla Vennbahn triumfálně znovuotevřena jako výhradně německá trať. Během 2. světové války byla trať na mnoha úsecích těžce poškozena. Celý systém tratí byl po válce zrekonstruován a uveden do provozu v roce 1970, i když některé úseky zanikly.

## Konec 20. století a 21. století
10. prosince 1973 byla v Bruselu podepsána nová mezinárodní dohoda, kterou se zjednodušily přepravní podmínky na trati. Dohoda vstoupila v platnost 1. února 1974. V důsledku dezolátního stavu některých úseků, limitované výšky tunelových portálů a vzniku nové trati přes Botzelaerský tunel se frekvence dopravy v 80. a 90. letech 20. století výrazně snížila, mnohé úseky byly úplně uzavřeny. Na konci 20. století se přilehlé regiony dohodly na zachování tratí z Eupenu do Raerenu, do Weywertzu a do Büllingenu z důvodu jejich přínosu pro cestovní ruch v dotčené oblasti. Opravy tratí byly hrazeny z grantů Evropského regionálního rozvojového fondu.